# المسيحية في جمهورية الدومينيكان

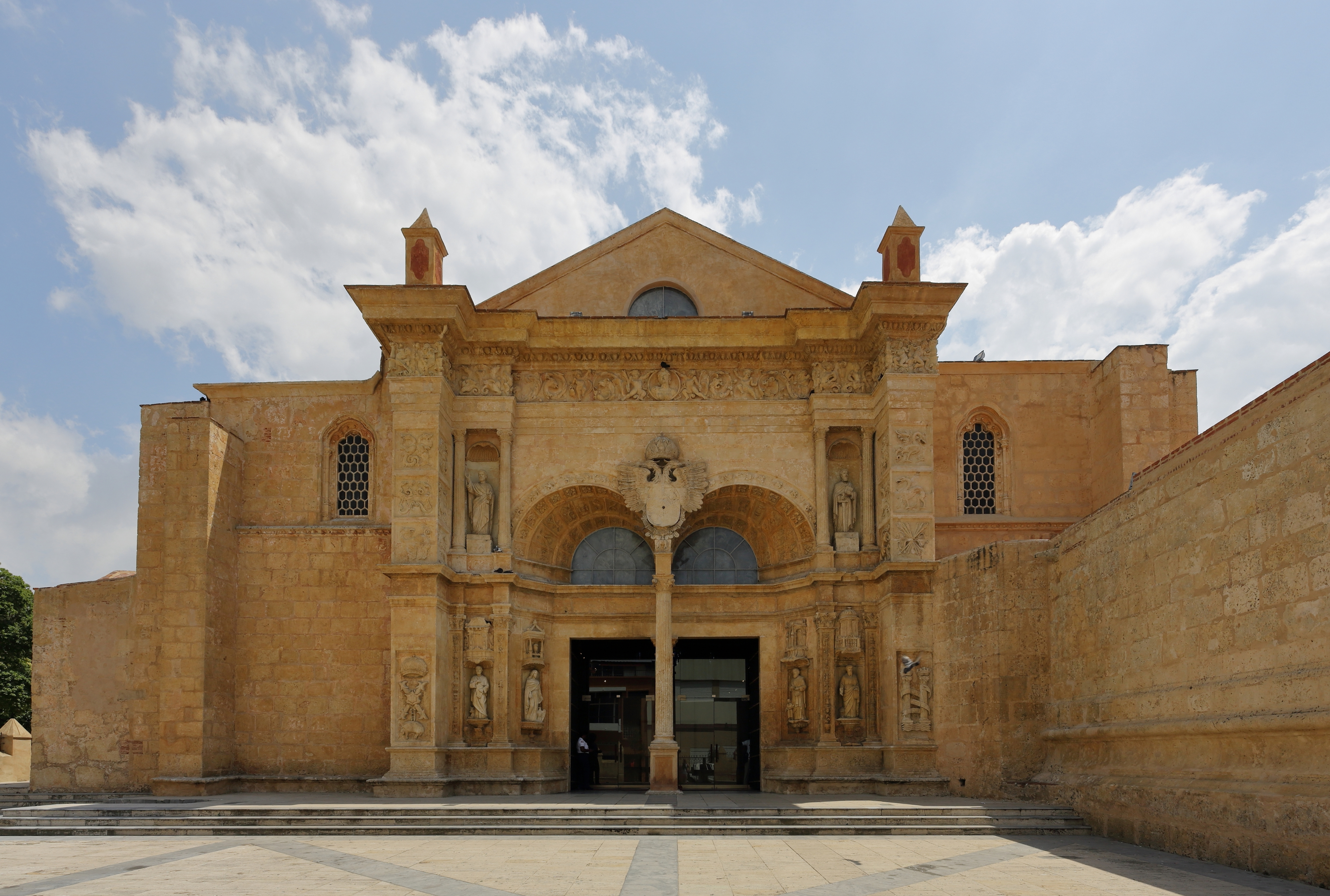
كاتدرائية دي سانتا ماريا لا مينور في سانتو دومينغو، وهي أقدم كاتدرائية في الأمريكيتين.

المسيحية في جمهورية الدومينيكان هي الديانة السائدة والمهيمنة، ووفقًا لإحصائية من مؤسسة لاتينوباروميترو تعود إلى عام 2013 يعتنق 84.1% من شعب جمهورية الدومينيكان المسيحية دينًا حيث يتبع 65.0% مذهب الكنيسة الرومانية الكاثوليكية وحوالي 18.0% البروتستانتية. وأدَّت الهجرة في الآونة الأخيرة فضلاً عن التبشير إلى جلب أديان أخرى بالنسب التالية في المجتمع: روحانيون 2.2% وكنيسة يسوع المسيح لقديسي الأيام الأخيرة 1.1%.
يعود تاريخ الكنيسة الرومانية الكاثوليكية في جمهورية الدومينيكان إلى الحقبة الإستعماريَّة الإسبانيَّة واستمرت كأهم مؤسسة في البلاد في القرن الحادي والعشرين. وتعد الكاثوليكية هي واحدة من الموروثات الرئيسيَّة للحقبة الإستعماريَّة الإسبانية، إلى جانب الإسبانية كلغة الأمة. بدأت الكنيسة الكاثوليكية تفقد هيمنتها القوية في أواخر القرن التاسع عشر، كان هذا بسبب نقص التمويل والكهنة وبرامج الدعم. في نفس الوقت، بدأت الإنجيلية البروتستانتية في كسب دعم أوسع بسبب «بتركيزها على المسؤولية الشخصية وتجديد الأسرة، والريادة بالأعمال الاقتصادية، والأصولية الكتابيَّة».
منحت جمهورية الدومينيكان تاريخياً حرية دينية واسعة؛ ووفقًا لوزارة الخارجية الأمريكية «ينص الدستور على أنه لا توجد كنيسة دولة وينص على حرية الدين والمعتقد. ويوافق كونكوردات مع الفاتيكان يصنف الكاثوليكية على أنها الدين الرسمي ويمنح امتيازات خاصة للكنيسة الكاثوليكية التي لا تُمنح للجماعات الدينية الأخرى. وتشمل هذه الإجراءات الاعتراف القانوني بالقوانين الكنسيَّة، واستخدام الأموال العامة لضمان بعض نفقات الكنيسة، والإعفاء الكامل من الرسوم الجمركية».

## تاريخ

### الحقبة الاستعماريَّة

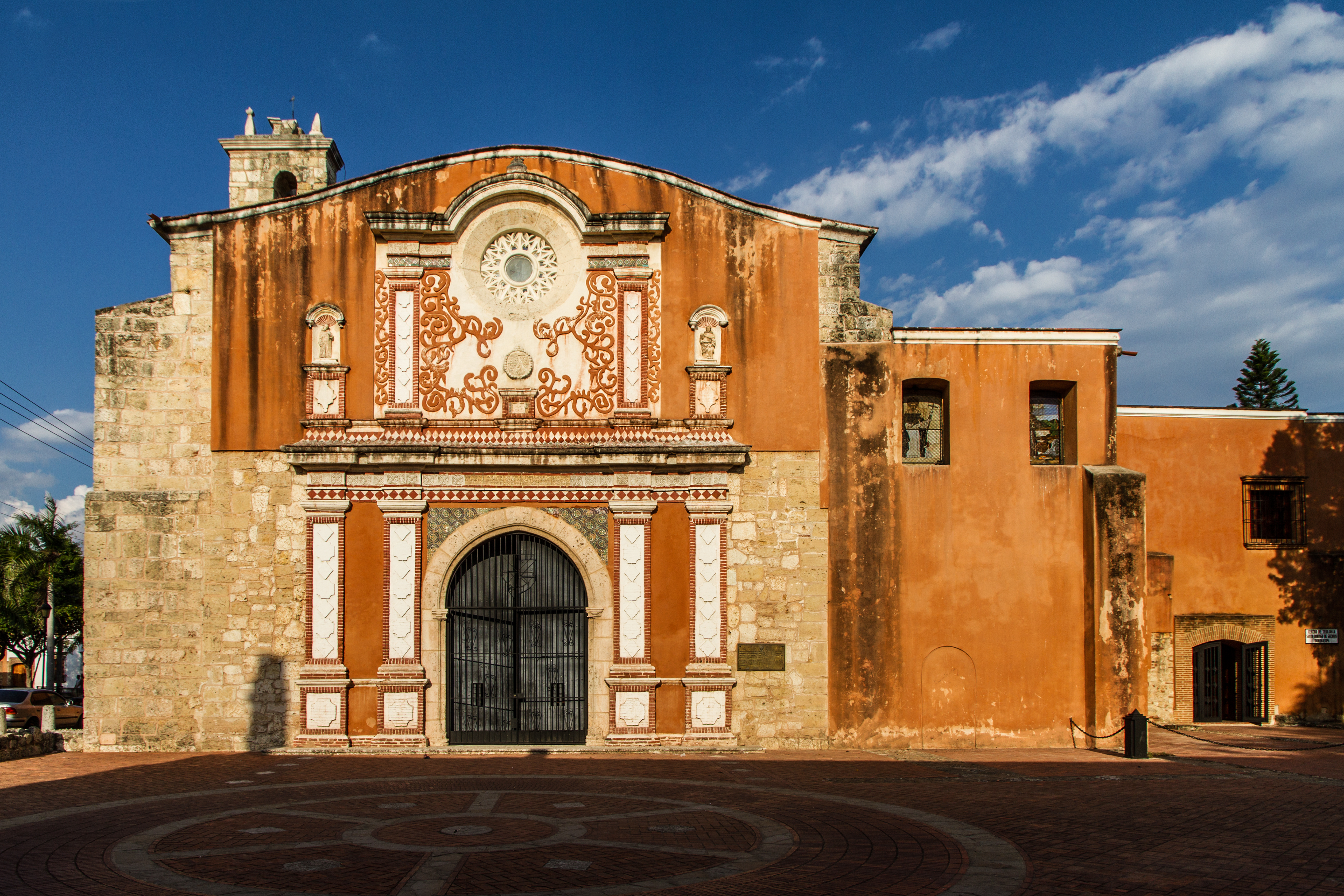
دير دي لوس دومينيكوس سانتو دومينغو، ويعود للحقبة الاستعماريَّة.

يعود الحضور الكاثوليكي في أراضي الجزيرة في أعقاب أعقاب وصول كريستوفر كولومبوس إلى شواطئ الجزيرة في 5 ديسمبر من عام 1492 والذي تلاه الإستيطان الأسباني للبلاد، وعُرفت المستعمرة منذ إنشائها وحتى الاستقلال باسم مستعمرة سانتو دومينغو (بالإسبانيَّة: Santo Domingo)، على شرف قديسها الحامي القديس دومينيك. وتم إرسال المبشرين من الفرنسيسكان، والدومنيكان، والأوغسطنيين للبلاد، لتحويل السكان الأصليين إلى الديانة المسيحية. كان للرجال الدين (ولكن ليس الراهبات) امتيازات كنسيَّة يطلق عليها باسم فويروس (بالإسبانيَّة: fueros)، والتي تعفي رجل الدين من المحاكم المدنيَّة، بغض النظر عن الجريمة، ولكن يتم محاكمتهم في المحاكم الكنسيَّة. ويعني هذا الفصل بين الولايات القضائيَّة بالنسبة للمجموعات المختلفة أنَّ للكنيسة سلطة مستقلة كبيرة. في أواخر القرن الثامن عشر، كان أحد إصلاحات بوربون هو إزالة هذا الفويروس، مما جعل رجال الدين يخضعون للمحاكم المدنية. وكان أعضاء الطبقة العليا من التسلسل الهرمي الكنسي، وكهنة الرعية، والقساوسة الذين عملوا في مؤسسات دينية مثل المستشفيات، يحصلون على دخل محترم. ومع ذلك، لم يكن كل الكهنة المرسمين لديهم دخل مادي وبالتالي وكان عليهم أن يجدوا وسيلة لكسب لقمة العيش. وبما أن الكهنة الإكليريكيين لم يأخذوا نذر الفقر، فإنهم كثيرًا ما عملوا في وظائف اقتصاديَّة مثل أي عضو آخر في المجتمع الهسباني. وانتشرت المسيحية بسرعة في جميع أنحاء المنطقة. وسرعان ما امتد وصول رجال الدين إلى الحياة الكاريبية من المناطق النائية من الجزر إلى المدن الكبرى. وهكذا، فإن الكثير من التنمية الاستعمارية ترتبط بالكنيسة الرومانية الكاثوليكية والتي تجذرت في الثقافة والتقاليد المحلية. كما نمت الكنيسة واحتفظت بقوتها في القرنين الثامن عشر والتاسع عشر، وأمتلكت الكنيسة شبكة واسعة من المدارس والمستشفيات والمؤسسات الخيرية والاجتماعية، وأصبحت وكالة الرفاهية الاجتماعية للسكان المحليين و«صوت من لا صوت لهم» وفقاً للباحثة شارلوت هـ. كاي من جامعة كولورادو.

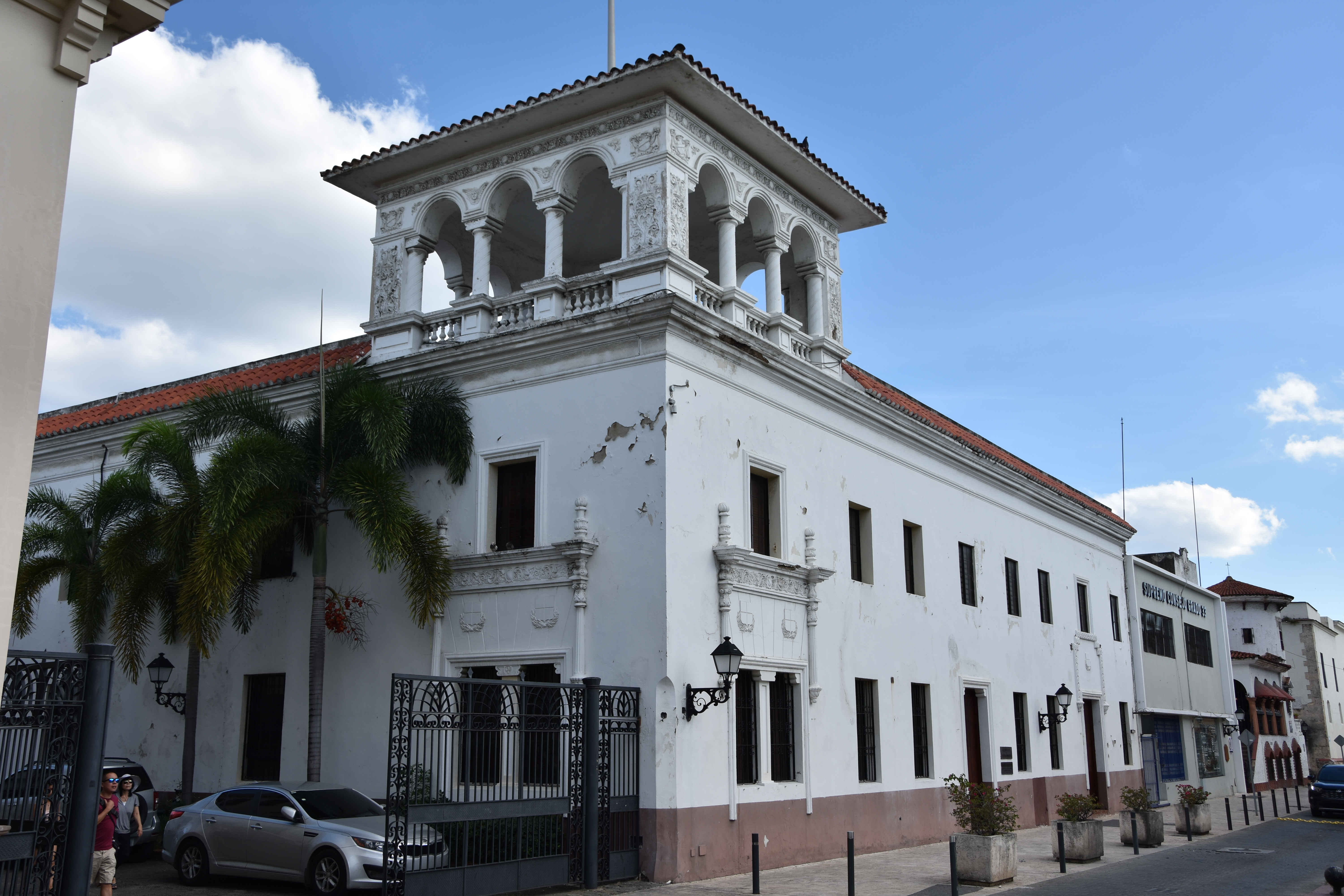
قصر أسقف سانتو دومينغو؛ يعود إلى عام 1523.

في نفس الفترة التي تم فيها إنشاء التسلسل الهرمي الأسقفي، قدم إلى البلاد في عام القرن السادس عشر رهبان من جمعية يسوع أو اليسوعيين، وهو نظام ديني جديد يقوم على مبادئ جديدة، وتميز اليسوعيون بالكفاءة حيث كان لديهم معايير عالية لقبول أعضائها إلى جانب سنوات من التدريب. وطفقوا في أنحاء إسبانيا الجديدة يؤسسون المدارس والكليات والمكتبات. درّس اليسوعيون الفلسفة واللاهوت، إضافة إلى العلوم التطبيقية الحديثة في ذلك العصر، وساندوا النزعة الإنسانية بل كانوا «محركي الثقافة الإنسانية المعاصرة في الفلسفة»، وشددوا على أهمية التكافل والتعاضد بدلاً من التقاتل. وعلى صعيد العلم التطبيقي، وحسب شهادة معاصرة «كانوا رواد علم المستحاثات ضد التصورات الساذجة لذلك العصر»، وكانوا «أبطال تربية نشيطة، ومناهج دراسية حديثة». وكانوا بارعين في اجتذاب أبناء أسر النخبة الذين تعلم أبناءها في الجامعات الكنسيَّة التي تأسست حديثًا، وكان اليسوعيون أيضًا متحمسين في تبشير السكان الأصليين. في المرحلة الثانية من تاريخ اليسوعيين، أوفدوا بعثات كثيرة حول العالم لنشر الإنجيل، وعمدوا أيضًا إلى تأسيس مستوطنات بشرية تحولت إلى مدن كبرى. بعد طرد السكان اليهود من إسبانيا والبرتغال في عام 1492 وفي 1497، أصبح ما تبقى من السكان اليهود في أيبيريا مسيحيين رسميًا. دعي اليهود المتحولين للمسيحيَّة باسم المسيحيين الجدد ومنذ القرن الخامس عشر أستقرت أعداد من المسيحيين الجدد إلى الجزيرة؛ حيث سُمح للكاثوليك فقط بالقدوم إلى العالم الجديد. وتم تشييد كنائس جديدة وإنشاء مراكز ثقافية وملاجئ خيرية. سيطر فرانسيسكو رينكون، رئيس أساقفة سانتو دومينغو، على الحياة الفكرية للجزيرة خلال القرن الثامن عشر. وتركزت حياة المستعمرة على الكنيسة الكاثوليكية، والتي أنشأت المدارس والجامعات والمستشفيات، وضمت كنائس مبنية على العمارة الاستعمارية.

### الحكم الفرنسي والهايتي

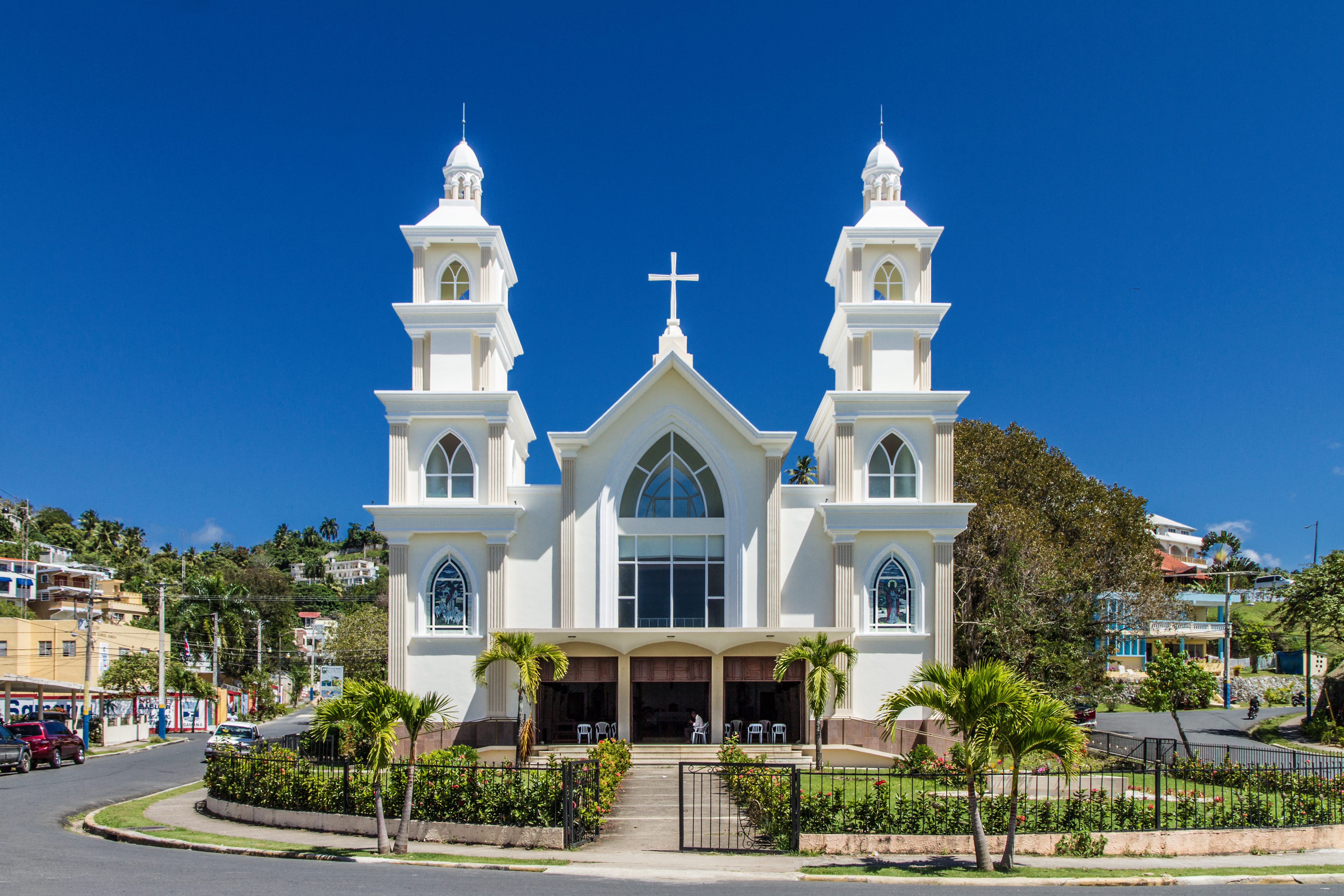
كنيسة سان بيدرو في مدينة سمانا.

تمكنت فرنسا من امتلاك كامل الجزيرة سنة 1795، وذلك بموجب اتفاقية سلام بازل حيث تخلت إسبانيا عن سانتو دومنجو بسبب حروب الثورة الفرنسية. في ذلك الوقت، تمرد عبيد سانتو دومينغو على فرنسا بقيادة توسان لوفرتور. تمكن المتمردون من الاستيلاء على المدينة سنة 1801، وبذلك تحكموا بكافة أنحاء الجزيرٍة؛ لكن في عام 1802، تمكن جيش أرسله نابليون من أسر توسان لوفرتور الذي أرسل إلى فرنسا كسجين. لكن المتمردين الموالين لتوسان لوفرتور والحمى الصفراء نجحوا في طرد الفرنسيين مرة أخرى من سانت دومينك، والتي أعلنها المتمردون بلداً مستقلة تحت اسم جمهورية هاييتي عام 1804. وقام الهايتيين بتأمين العديد من ممتلكات القطاع الخاص، بما في ذلك جميع ممتلكات من فروا في أعقاب الغزو والتي كانت في أغلبها ممتلكات كنسية وكذلك جميع الممتلكات العائدة للحكام السابقين أي التاج الإسباني. شدد بوير أيضاً على المحاصيل النقدية في المزارع الكبيرة وإصلاح النظام الضريبي وسمح بالتجارة الخارجية. كان في مدينة سانتو دومينغو أن آثار الاحتلال كانت أشد الشعور، وكان هناك أن حركة الاستقلال نشأت. وحظر دستور هايتي النخب ذوي الأصول الأوروبيَّة من امتلاك الأرض، كما حرمت الأسر الدومينيكية الكبرى التي تملك الأراضي من ممتلكاتها قسرًا. وربط الهايتيون الكنيسة الرومانية الكاثوليكية مع سادة العبيد الفرنسيين الذين استغلوها قبل الاستقلال وصادروا كل ممتلكات الكنيسة، ورحلوا جميع رجال الدين الأجانب، وقطعوا علاقات رجال الدين المتبقين مع الكرسي الرسولي. أدى الإستعماري الفرنسي والإسباني في النهاية إلى تقسيم الجزيرة على أسس عرقية: في الغرب، طورت هايتي مجتمعًا أفريقيًا متجانسًا يتحدث باللغة الفرنسية والذي أصبح مزدهرًا، بينما في جمهورية الدومينيكان، كان المجتمع يتكون من شعوب الكريول والمولاتو إلى جانب أقلية بيضاء من أصول أوروبية ثرية ونافذة سياسياً، وتحدثوا باللغة الإسبانية.

### الاستقلال والعصور الحديثة

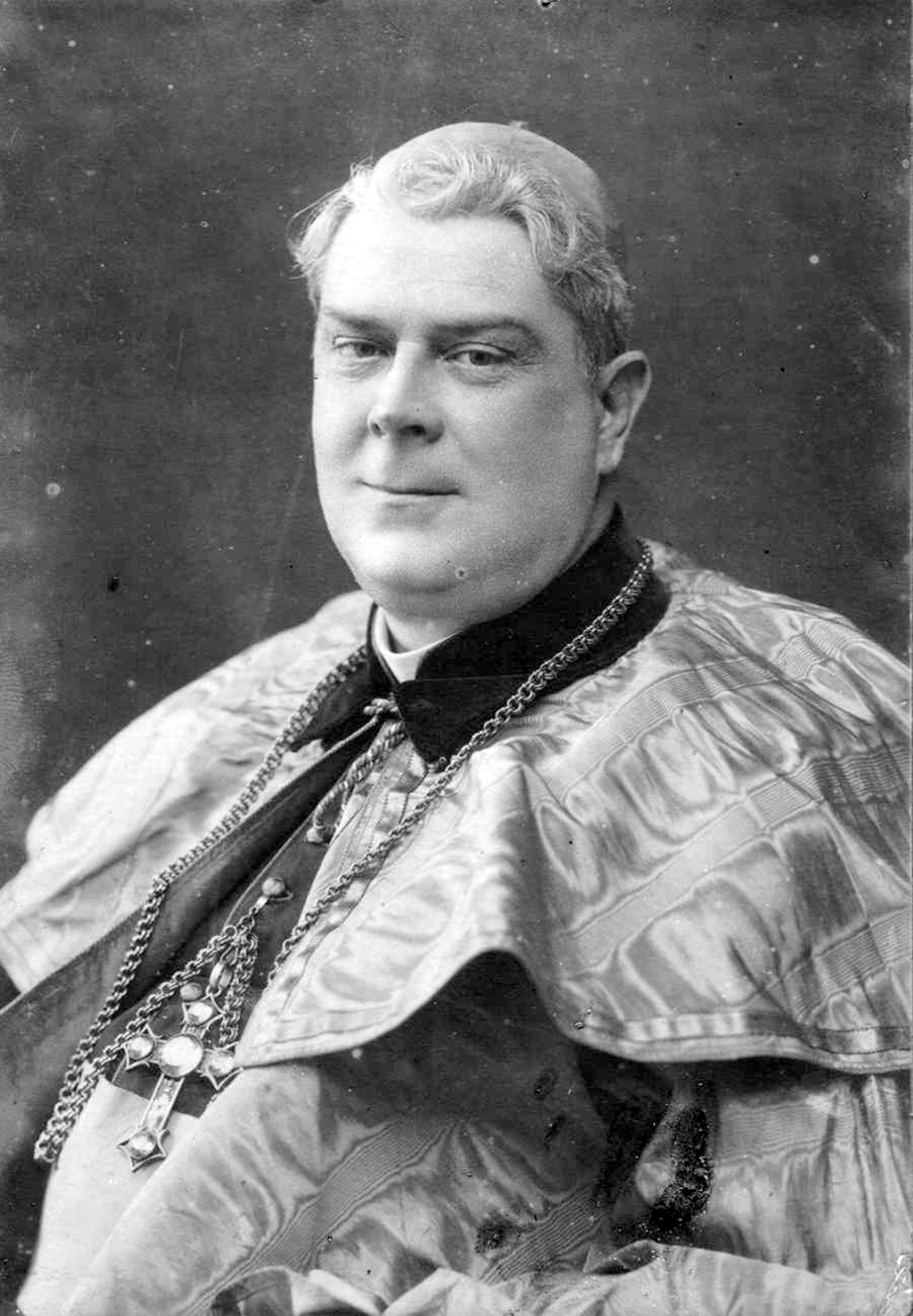
أدولفو اليخاندرو نويل: تولى رئاسة البلاد بين عام 1912 إلى عام 1913.

من خلال الجهود التي بذلها الإسبان مثل خوان بابلو دوارتي والجنرال بيدرو سانتانا، كان إنشاء جمهورية الدومينيكان في 27 فبراير عام 1844 تتويجًا للإستقلال ضد الحكم الاستعماري واستمرار الثقافة الإسبانية في المنطقة، وفي 1844 استقلت جمهورية الدومينيكان عن هاييتي وعادت الأراضي والممتلكات للكنيسة، وسُمح برجوع رجال الدين الأجانب، وأعيدت علاقات رجال الدين الكاثوليك مع الكرسي الرسولي. دخل دستور الجمهورية الأولى حيز التنفيذ في 6 نوفمبر عام 1844 برئاسة بيدرو سانتانا. كما حوى علم جمهورية الدومينيكان على رموز مسيحيَّة وهي الصليب والإنجيل. وبسبب عدم قدرته على الحفاظ على النظام بسبب العدوان المستمر من هايتي، في عام 1861، طلب بيدرو سانتانا من الإمبراطورية الإسبانية استئناف السيطرة على المنطقة. وتحت قيادة بوينافينتورا بايز، تم تحقيق الاستقلال مرة أخرى بعد أربع سنوات وتم إعلان الجمهورية الثانية. بدأت الكنيسة الكاثوليكية تفقد شعبيتها في أواخر القرن التاسع عشر، نتيجة لنقص التمويل والكهنة وبرامج الدعم. في ذات الوقت بدأت الحركة البروتستانتية الإنجيلية تكسب تأييدًا وشعبية بين السكان المحليين. وأصبح اثنان من القادة البارزين للكنيسة الدومينيكية رئيسين للجمهورية الجديدة: رئيس الأساقفة فرناندو ارتورو ميرينو دي في عام 1880، ورئيس الأساقفة أدولفو اليخاندرو نويل في عام 1913. كان للجمهورية الثانية تاريخ متقلب مع العنف وطُلب تدخل الولايات المتحدة في عقد 1905 بسبب الاقتصاد المفلس. في عام 1916، تولت الولايات المتحدة السيطرة الكاملة على جمهورية الدومينيكان، وشكلَّت حكومة عسكرية لما يقرب من ثماني سنوات كوسيلة لكبح العنف الداخلي.
أصبح الجنرال رافائيل ليونيداس تروخيو رئيسًا للبلاد في عام 1930 بعد الإطاحة بحكومة دستورية تأسست عام 1924؛ وسيطر على البلاد حتى اغتياله في عام 1961، وقبيل وفاته كان مخططاً لاعتقال جماعي لأساقفة البلاد. لم يجرِ وضع قيود على بناء الكنائس حتى خمسينات القرن العشرين من قبل الديكتاتور رافائيل ليونيداس تروخيو، أرسلت خطابات احتجاج على الاعتقالات الجماعية لمعارضي للحكومة. وكان قد بدأ تروخيو بحملة ممنهجة ضد الكنيسة الكاثوليكية من خلال القبض على الكهنة والأساقفة الذين اصطفوا ضد الحكومة، وانتهت هذه الحملة قبل أن تبدأ مع اغتياله. أدت الاضطرابات السياسية في الستينيات من القرن العشرين إلى عودة مشاة البحرية الأمريكية، وتم تنفيذ دستور جديد في 28 نوفمبر عام 1966، وبعد ذلك الوقت أنشأت الدولة حكومة ديمقراطية مستقرة في ظل حزب الإصلاحيين. في عام 1996، عادت السلطة إلى حزب التحرير، وهي حكومة معتدلة بدأت في تأسيس اقتصاد موجه نحو السوق الحر. التوتر الديني بين الكاثوليك والبروتستانت في البلاد نادر، والحرية الدينية موجودة في جميع أنحاء البلد، وعلى الرغم من علمانية الدولة لا تزال الكنيسة الكاثوليكية تتمتع ببعض الامتيازات، لا سيَّما بسبب اتفاق عام 1954 مع الفاتيكان. تلعب العقيدة المسيحية والقانون الكنسي دورًا في التشريع الوطني، وهذا يتوقف على تأثير الكنيسة في شؤون الدولة، العديد من المسارات المحتملة فيما يتعلق بالسياسة الاجتماعية الوطنية ربما تكون قد شكلتها الكنيسة الرومانية الكاثوليكية؛ من بينها القوانين التي تعارض المثلية الجنسية والإجهاض.

## الطوائف المسيحية

### الكاثوليكية

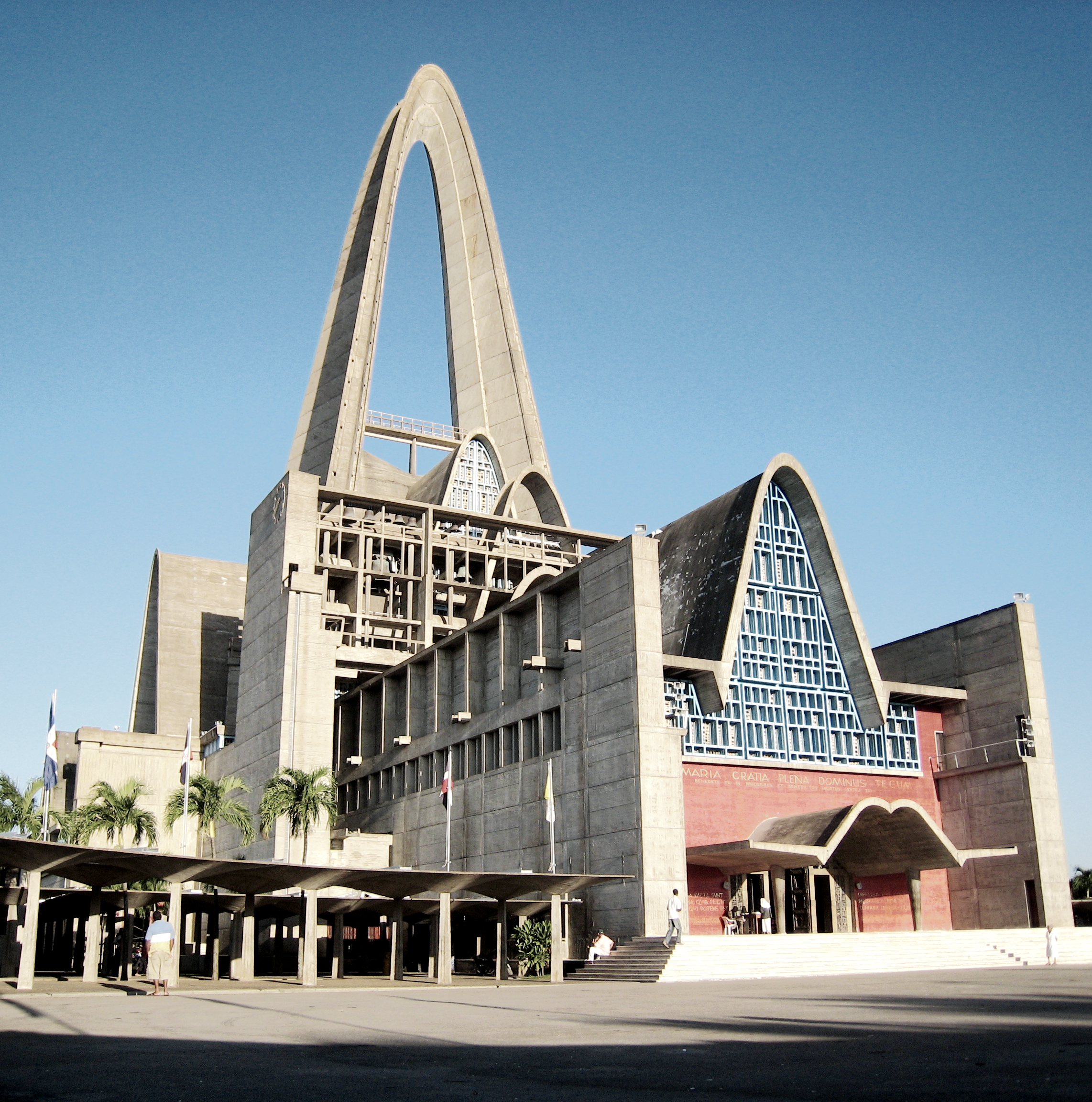
بازيليكا نويسترا سنيورا دي لا التاغراسيا؛ وهي من مواقع الحج الكاثوليكي في البلاد.

الكنيسة الكاثوليكية الدومينيكانيَّة هي جزء من الكنيسة الكاثوليكية العالمية في ظل القيادة الروحية للبابا في روما ومجلس الأساقفة الدومينيكاني. الكاثوليكية لا تزال المذهب المسيحي الرئيسي في الجمهورية، قد وجدت دراسة قامت بها معهد غالوب عام 2010 أنَّ حوالي 63.2% من السكان من الكاثوليك، في حين وجد مركز بيو للأبحاث عام 2014 حول الديانة في أمريكا اللاتينية أن حوالي 57% سكان جمهورية الدومينيكان من الكاثوليك بالمقارنة مع 94% عام 1970؛ ويعود ذلك نتيجة لانتشار الكنائس الإنجيلية منذ عقد 1980. وكانت قد وجدت احصائيَّة لمعهد غالوب عام 2006 أنَّ حوالي 68.9% من السكان من أتباع الكنيسة الرومانية الكاثوليكية وبحسب الإحصائية 39.8% من السكان من الكاثوليك المتدينين وحوالي 29.1% من السكان من الكاثوليك الإسميين. ويتوزع الكاثوليك على إحدى عشرة مطرانية يخدمها ثمان مائة كاهن. للأمة قديستان راعيتان هما سيدتنا ذات السمو العالي (بالإسبانيَّة: Nuestra Señora de la Altagracia، نقحرة: نويسترا سنيورا دي لا التاغراسيا) وهي راعية شعب الدومينيكان، وسيدة الرحمة (بالإسبانيَّة: Nuestra Señora de las Mercedes، نقحرة: نويسترا سنيورا دي لاس مرسيدس) وهي راعية جمهورية الدومينيكان.
دخل المذهب الروماني الكاثوليكي لأول مرة للبلاد مع وصول كريستوفر كولومبوس والمبشرين الإسبان، واستمرت الكنيسة كأهم مؤسسة في البلاد في القرن الحادي والعشرين. وكان معظم التعليم في البلاد قائمًا على الدين الكاثوليكي، كما كان مطلوبًا تدريس الكتاب المقدس في المناهج الدراسيَّة في جميع المدارس العامة. بدأت الكنيسة الكاثوليكية تفقد شعبيتها في أواخر القرن التاسع عشر، نتيجة لنقص التمويل والكهنة وبرامج الدعم. في ذات الوقت بدأت الحركة البروتستانتية الإنجيلية تكسب تأييدًا وشعبية بين السكان المحليين. التوتر الديني بين الكاثوليك والبروتستانت في البلاد نادر، والحرية الدينية موجودة في جميع أنحاء البلد، وعلى الرغم من علمانية الدولة لا تزال الكنيسة الكاثوليكية تتمتع ببعض الامتيازات، لا سيَّما بسبب اتفاق عام 1954 مع الفاتيكان. لم يجرِ وضع قيود على بناء الكنائس حتى خمسينات القرن العشرين من قبل الديكتاتور رافائيل ليونيداس تروخيو.أرسلت خطابات احتجاج على الاعتقالات الجماعية لمعأرضي للحكومة. وكان قد بدأ تروخيو بحملة ممنهجة ضد الكنيسة بالقبض على الكهنة والأساقفة الذين اصطفوا ضد الحكومة، وانتهت هذه الحملة قبل أن تبدأ مع اغتياله.

### البروتستانتية

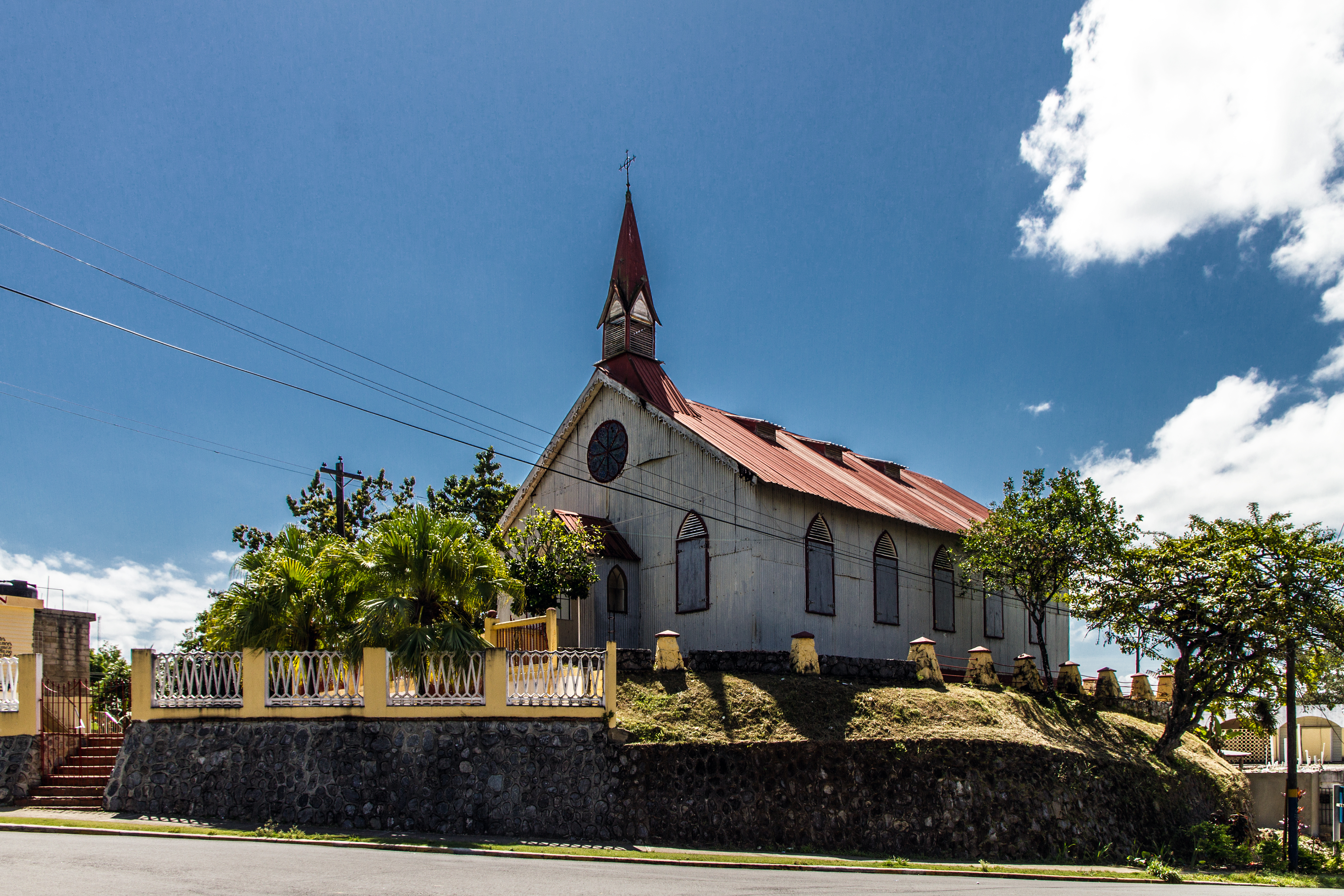
كنيسة لا تشورشا البروتستانتيَّة بنيت في عام 1824.

خلال عقد 1820 هاجر عدد من البروتستانت إلى جمهورية الدومينيكان قادمين من الولايات المتحدة. ووصل البروتستانت من الهند الغربية إلى الجزيرة في أواخر القرن التاسع عشر وأوائل القرن العشرين، وبحلول العشرينيات، تم تأسيس العديد من المنظمات البروتستانتية في جميع أنحاء الجزيرة، مما أضاف شكل من أشكال التنوع إلى التمثيل الديني في الجمهورية الدومينيكية. كان لدى العديد من الجماعات البروتستانتية في علاقات قريبة مع المنظمات البروتستانتية في الولايات المتحدة بما في ذلك الجماعات الإنجيلية مثل جمعيات الله، والكنيسة الإنجيلية الدومينيكية، والكنيسة السبتية. وهيمنت هذه الجماعات على الحركة البروتستانتية في الجزء الأول من القرن العشرين، ولكن منذ عقد 1960 شهدت الكنائس الخمسينية شهدت النمو الأكبر.
بدأت الكنائس الإنجيلية تكسب موطئ قدم منذ 1980، تتواجد الكنائس الخمسينية والطوائف البروتستانتية التقليدية موجودة في معظم المجتمعات. شهدت جمهورية الدومينيكان في الآونة الأخيرة نمو ملحوظ في أعداد ونسب المذهب الخمسيني البروتستانتي؛ وقد وجدت دراسة قامت بها معهد غالوب عام 2010 أنَّ حوالي 20.8% من السكان من الكاثوليك، في حين وجدت دراسة قامت بها مركز بيو للأبحاث عام 2014 حول الديانة في أمريكا اللاتينية أن حوالي 23% سكان جمهورية الدومينيكان من البروتستانت؛ ويُشّكِل الخمسينيين حوالي 81% من مجمل المذاهب البروتستانتية.

### طوائف مسيحية أخرى
هناك تواجد للكنائس المسيحية الشرقية أغلبهم مهاجرون مسيحيون عرب من الشرق الأوسط ومسيحيين من أوروبا الشرقية، وهناك تواجد ملحوظ للمسيحيين الشوام (خصوصاً من أصول لبنانية-سورية)، والمجتمع المسيحي ذو الأصول الشامية مندمج بشكل جيد في جمهورية الدومينيكان، ويبرزون في مجال الأعمال التجارية، والتجارة، والخدمات المصرفية، والصناعة، والسياسة. وينتمون عموماً إلى الطبقة الوسطى والعليا.
هناك أيضًا تواجد لأتباع كنيسة يسوع المسيح لقديسي الأيام الأخيرة والتي يعود حضورها في الجمهورية الدومينيكية منذ عام 1978. تقول احصائيات الكنيسة أنها تضم 106,243 شخص في البلاد، وهو ما يمثل أكثر بقليل من 1% من السكان. يتوزعون على ثمانين كنيسة.

## الإلترام الديني

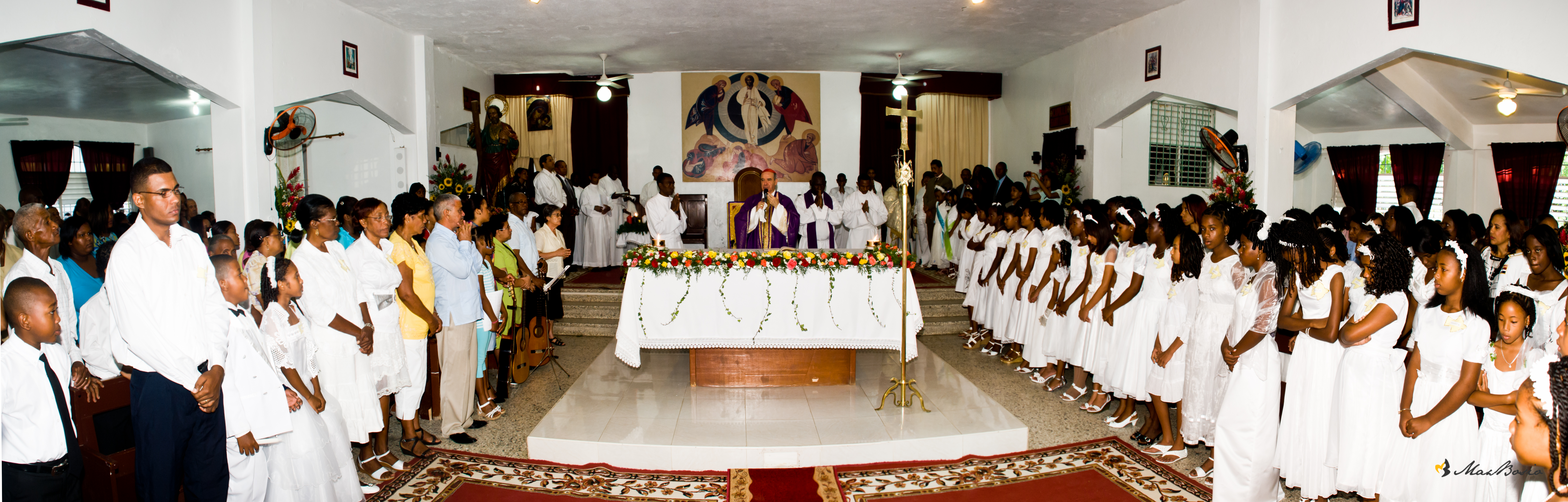
مسيحيون من أصول أفريقيَّة دومينيكيَّة يتعبدون في كنيسة كاثوليكية.

وجدت دراسة قامت بها مركز بيو للأبحاث عام 2014 أنَّ حوالي 78% من مسيحيي جمهورية الدومينيكان يعتبرون للدين أهميَّة في حياتهم. ويؤمن حوالي 99% من الكاثوليك وحوالي 98% من البروتستانت بالله، ويؤمن 76% بحرفيَّة الكتاب المقدس، وقد وجدت دراسة قامت بها مركز بيو للأبحاث عام 2014 أنَّ حوالي 48% من المسيحيين يُداومون على حضور القداس على الأقل مرة في الأسبوع. في حين أنَّ 74% من المسيحيين يُداومون على الصلاة يوميًا.
على المستوى المذهبي وجدت الدراسة أنَّ البروتستانت هي المجموعات الدينية التي تملك أعلى معدلات حضور وانتظام للطقوس الدينية مع وجود أغلبية من الملتزمين دينيًا. عمومًا يعتبر البروتستانت الإنجيليين أكثر تدينًا من الكاثوليك؛ وقد وجدت دراسة قامت بها مركز بيو للأبحاث عام 2014 أنَّ حوالي 88% من البروتستانت يُداوم على الصلاة يوميًا بالمقارنة مع 78% من الكاثوليك. ويقرأ حوالي 75% من البروتستانت الكتاب المقدس أسبوعيًا على الأقل بالمقارنة مع 54% من الكاثوليك. ويُداوم حوالي 75% من البروتستانت على حضور القداس على الأقل مرة في الأسبوع مع 49% من الكاثوليك. ويصُوم 45% من البروتستانت خلال فترات الصوم بالمقارنة مع 41% من الكاثوليك. ويُقدم حوالي 61% من البروتستانت الصدقة أو العُشور، بالمقارنة مع 18% من الكاثوليك. وقال حوالي 39% من البروتستانت أنهم يشتركون في قيادة مجلس الكنيسة أو مجموعات صلاة صغيرة أو التدريس في مدارس الأحد، بالمقارنة مع 22% من الكاثوليك.

### القضايا الإجتماعية والأخلاقية
عمومًا يعتبر البروتستانت أكثر محافظة اجتماعيًة بالمقارنة مع الكاثوليك؛ يعتبر حوالي 89% من البروتستانت الإجهاض عمل غير أخلاقي بالمقارنة مع 87% من الكاثوليك، ويعتبر حوالي 94% من البروتستانت المثلية الجنسية ممارسة غير اخلاقية وخطيئة بالمقارنة مع 79% من الكاثوليك، حوالي 85% من البروتستانت يعتبر شرب الكحول عمل غير أخلاقي بالمقارنة مع 63% من الكاثوليك، ويعتبر حوالي 75% من البروتستانت العلاقات الجنسية خارج إطار الزواج ممارسة غير أخلاقية بالمقارنة مع 70% من الكاثوليك، ويعتبر حوالي 45% من البروتستانت الطلاق عمل غير أخلاقي بالمقارنة مع 27% من الكاثوليك.

## معرض الصور

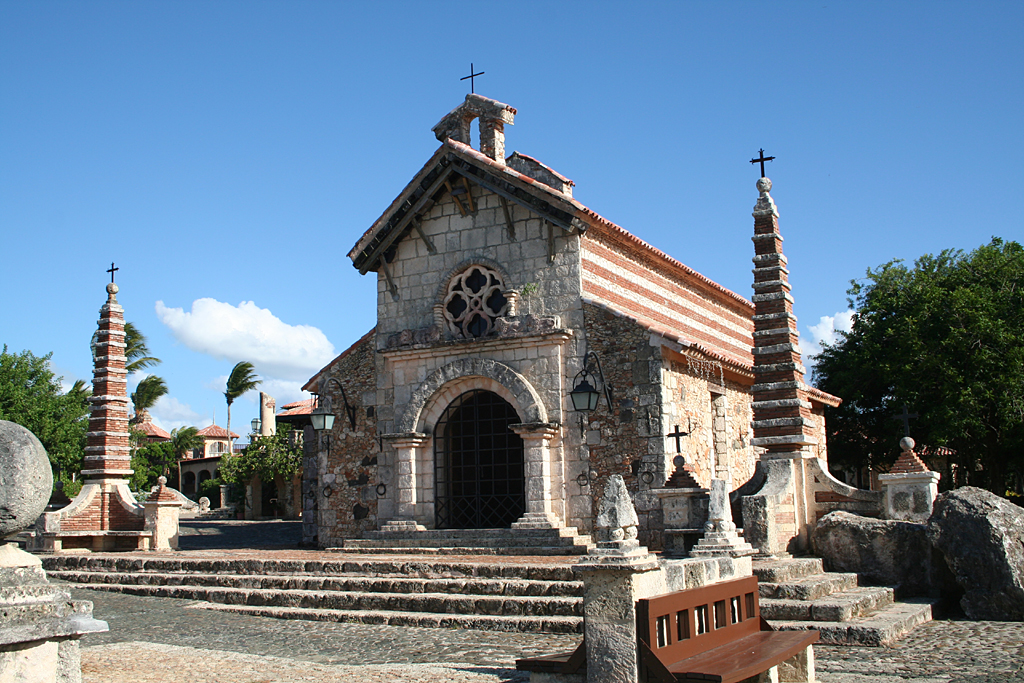
كنيسة كاثوليكية في منتجع لا رومانا
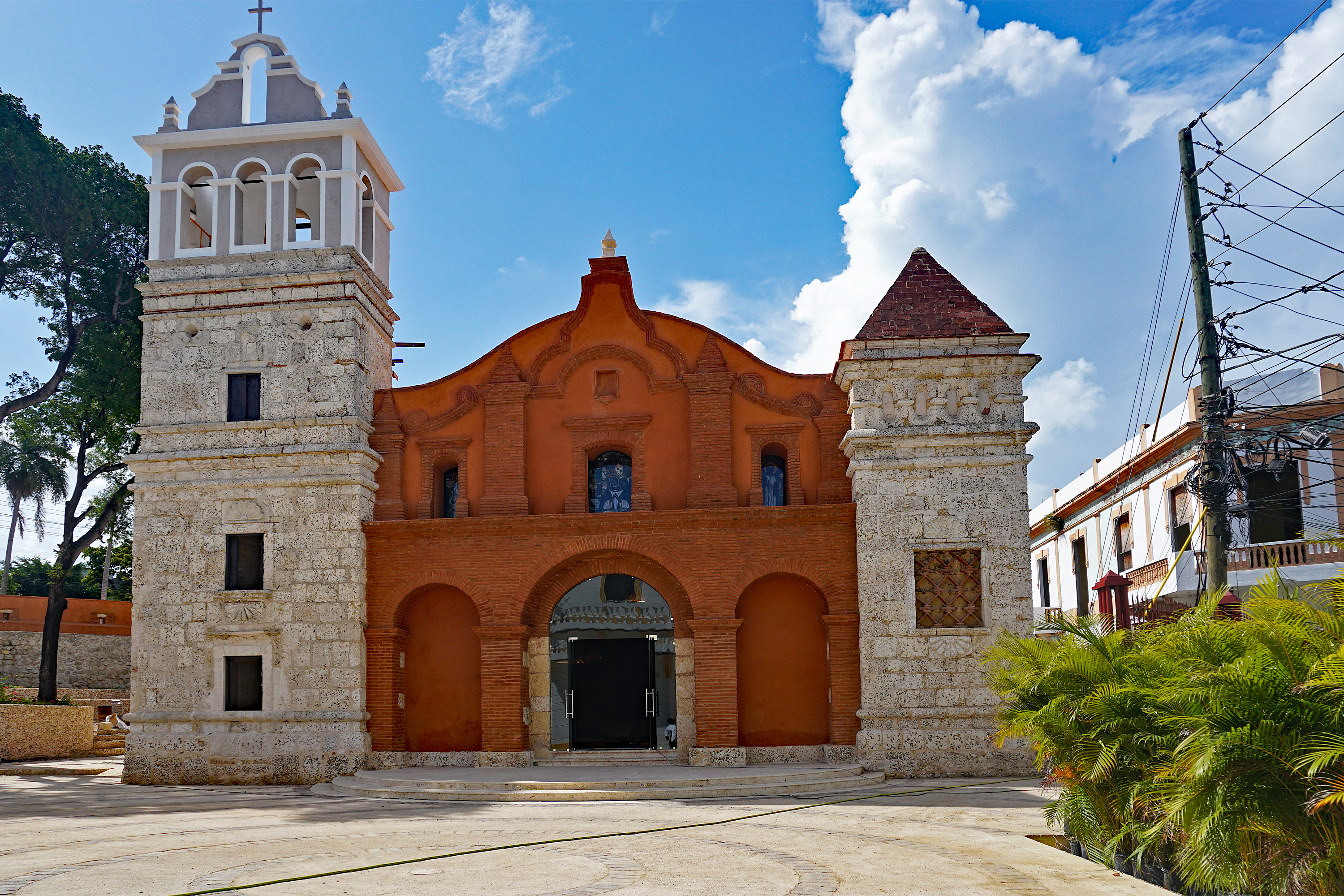
كنيسة القديسة بربارة في سانتو دومينغو
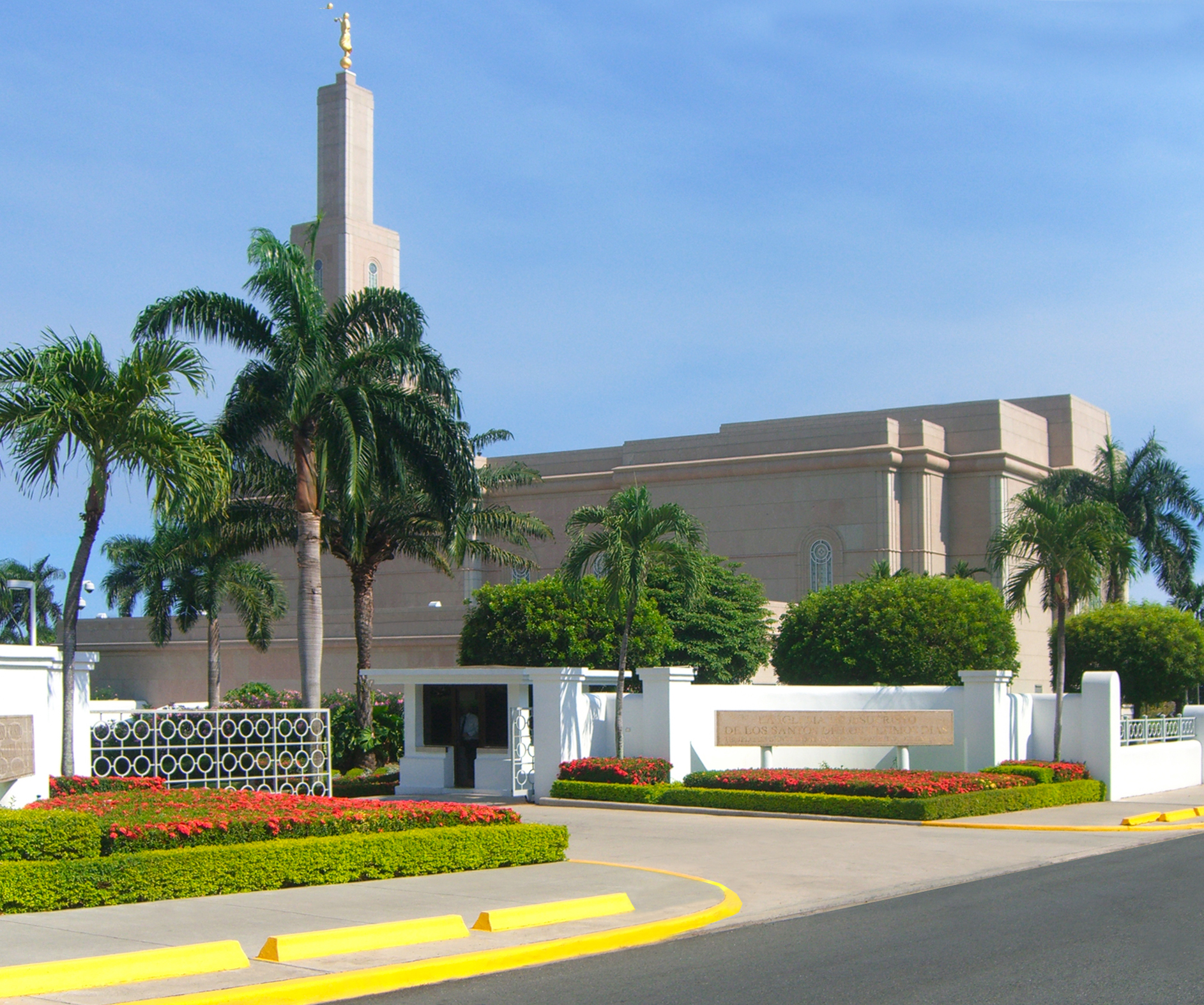
المعبد المورموني في سانتو دومينغو
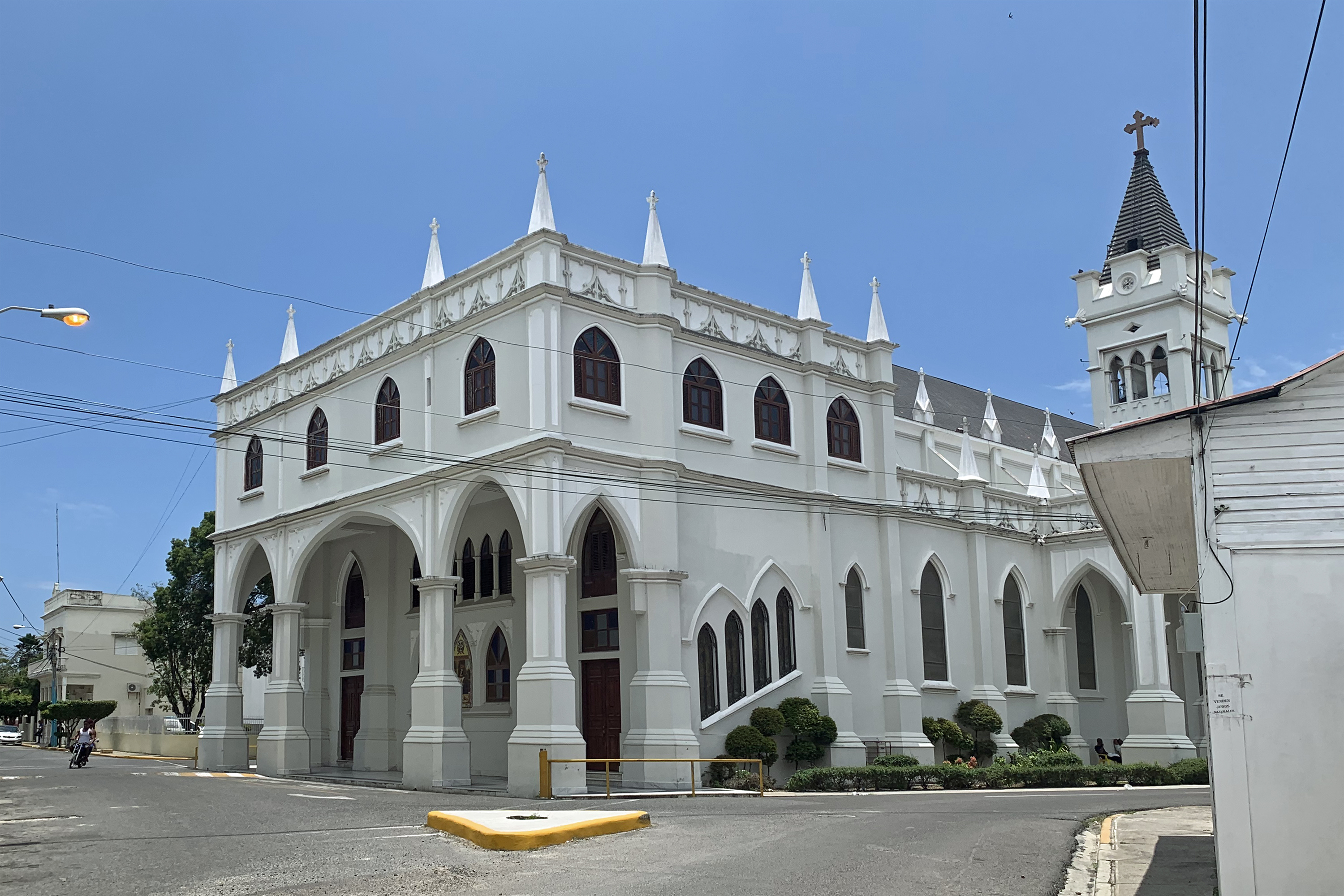
كاتدائية القديس بطرس في سان بيدرو دي ماكوريس
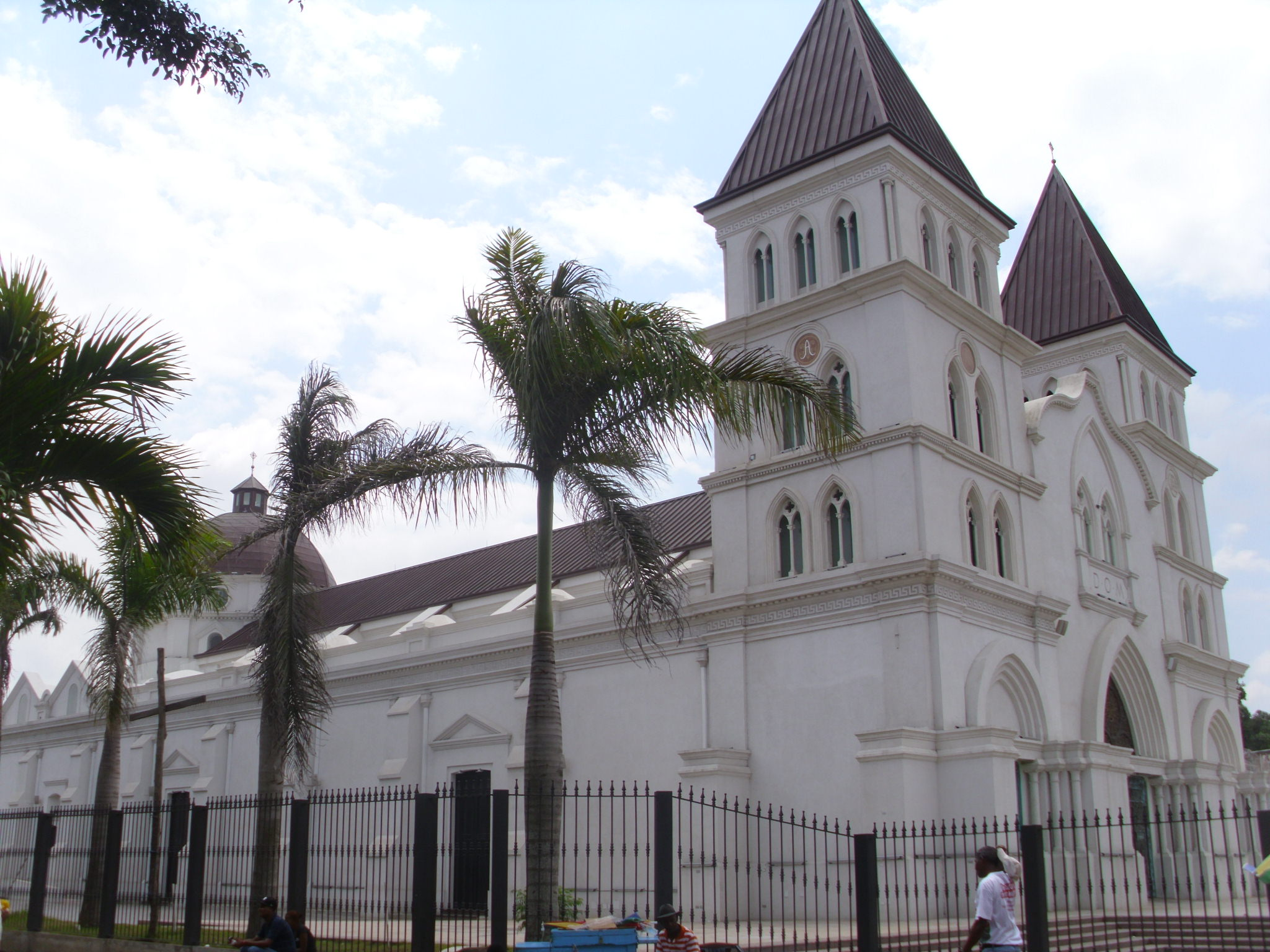
كاتدرائية يعقوب الرسول في سانتياغو دي لوس كاباليروس